# José María Barrera
José María Barrera (ca.1800 - 1852) fue un dirigente social maya nacido en Yucatán, México que acaudilló a los rebeldes mayas durante una etapa de la denominada Guerra de Castas. A partir de 1850 y hasta su muerte fue el jefe de los insurrectos y en tal papel fundó Noj Kaaj Santa Cruz Xbalam Naj (actualmente Felipe Carrillo Puerto en el actual estado de Quintana Roo, al oriente de la península de Yucatán), en donde fincó su sede la llamada Cruz Parlante de los Cruzo'ob cuyo concepto y mito José María Barrera creó y desarrolló para estructurar y dar fortaleza a la creencia de los mayas rebeldes en su capacidad para derrotar a sus enemigos y erradicarlos definitivamente de Yucatán.

## Datos históricos
La Cruz Parlante hablaba al pueblo maya por medio de un ventrílocuo que se llamaba Manuel Nahuat y mediante sus arengas y liderazgo simbólico mantuvo en pie de guerra durante casi medio siglo a la población maya de la región, combatiendo al gobierno establecido en Mérida y en Campeche. En septiembre de 1851, José María Barrera en forma pública y ostensible destruyó los tratados firmados por los indígenas de Chichanhá, mediante los cuales estos aceptaban tras algunos años de conflagración, someterse al gobierno establecido de Yucatán a fin de concluir la guerra. Cuando conoció el acuerdo entre los líderes rebeldes de la localidad y las autoridades gubernamentales, Barrera lo consideró espurio y procedió a repudiarlo. 
Después de la destrucción del documento en que se había firmado el acuerdo, José María Barrera y sus secuaces entraron a la población de Chichanhá, quemándola, exterminando a sus habitantes y apresando a los jefes para ejecutarlos después, con el objeto de que quedara claro en toda la región que la guerra no terminaría por claudicaciones parciales y que la finalidad de la misma era expulsar de la península yucateca a todos los enemigos del pueblo maya.
Barrera murió asesinado en el pueblo de Yokdzam el 31 de diciembre de 1852.